# 中有知村
中有知村（なかうちむら）は、かつて岐阜県武儀郡にあった村である。
現在の美濃市の南部、長良川東岸の村である。

## 歴史
- 江戸時代末期、この地域は尾張藩領、天領であった。
- 1873年（明治6年） - 上生櫛村と下生櫛村が合併し、生櫛村となる。
- 1889年（明治22年）7月1日 - 生櫛村、松森村、志摩村が合併し発足。
- 1954年（昭和29年）4月1日 - 美濃町、洲原村、下牧村、上牧村、大矢田村、藍見村と合併し美濃市が発足。同日中有知村廃止。
- 1956年（昭和31年）4月28日 - 美濃市と関市とで境界変更。旧・志摩地区の一部（東志摩）が関市に編入される。

## 教育
- 中有知村立中有知小学校 （現・美濃市立中有知小学校）
- 関市学校組合立有知中学校[1]

## 交通機関
- 名古屋鉄道美濃町線
  - 松森駅[2]